# Gulács
Gulács là một thị trấn thuộc hạt Szabolcs-Szatmár-Bereg, Hungary. Thị trấn này có diện tích 23,35 km², dân số năm 2010 là 794 người, mật độ 34 người/km².